# 中国香港圣殿
香港圣殿是耶穌基督後期聖徒教會的第48座圣殿，位于香港九龙塘歌和老街。港英時期已成立。
耶穌基督後期聖徒教會于1853年派遣首位传教士进入香港。1992年戈登‧兴格莱（Gordon B. Hinckley）会长宣布兴建香港圣殿。1996年5月26日举行奉献仪式。
由于香港地价高昂，香港圣殿为六层建筑和传教士住所都设于其内。